# Como la sombra que se va
Como la sombra que se va es una novela del escritor español Antonio Muñoz Molina, publicada en 2014.

## Argumento
Con la ciudad de Lisboa como escenario común, el libro narra en paralelo dos historias. Por un lado la peripecia de James Earl Ray, asesino de Martin Luther King, en su escapada tras la comisión del crimen y su paso por la capital portuguesa y posteriormente en Londres, donde finalmente fue detenido con un pasaporte a nombre de Ramón George Sneyd. Por otro lado, un relato autobiográfico del propio autor que se remonta a la época en la que escribió su primera novela  El invierno en Lisboa.